# Pitkäjärvi (sjö i Finland, Kajanaland)
Pitkäjärvi är en sjö i Finland. Den ligger i kommunen Kuhmo i landskapet Kajanaland, i den centrala delen av landet, 500 km nordost om huvudstaden Helsingfors. Pitkäjärvi ligger 163,1 meter över havet. Arean är 75,4 hektar och strandlinjen är 6,3 kilometer lång. Sjön  ingår i Uleälvens huvudavrinningsområde. 